# Patricia Neal
Pour les articles homonymes, voir Neal.
Patsy Louise Neal, dite Patricia Neal, est une actrice américaine, née le 20 janvier 1926 à Packard dans le Kentucky et morte le 8 août 2010 dans le Massachusetts.
Elle reste surtout connue du grand public pour son rôle d'une jeune veuve de la Seconde Guerre mondiale dans le film Le Jour où la Terre s'arrêta (1951).
Côté vie privée, elle a été l'épouse de l'auteur Roald Dahl de 1953 à 1983.

## Biographie
Elle a passé son enfance à Knoxville dans le  Tennessee. Elle étudia la comédie à la Northwestern University, puis débuta à Broadway remportant un Tony Award pour Another Part of the Forest. En 1949, elle débuta dans le film John Loves Mary avec Ronald Reagan.
Elle a longtemps été la maîtresse de Gary Cooper, et la fille de ce dernier la gifla en public. Elle tourna avec lui Le Rebelle, chef-d’œuvre de King Vidor.
Elle rencontre Roald Dahl chez Lillian Hellman et l'épouse en 1953. Ils auront cinq enfants, Lucy Dahl, Ophelia Dahl, Tessa Dahl, Theo Matthew Dahl, Olivia Twenty Dahl. Une fille mourut d'une tumeur au cerveau peu avant la mort de Dahl en 1990. En 1964, elle reçoit l'oscar de la meilleure actrice pour son rôle dans le film Le Plus Sauvage d'entre tous de Martin Ritt. Sa voix grave alliée à un physique peu commun en font une actrice fascinante.
En 1965, alors qu'elle est enceinte, elle subit trois attaques d'anévrisme cérébral, et tombe dans le coma durant trois semaines, avant d'en sortir indemne.
En 1981, un téléfilm anglais, The Patricia Neal Story, retrace sa vie. Elle est incarnée à l'écran par Glenda Jackson.
Son union avec Roald Dahl s'achève en 1983 par un divorce. Elle se remarie avec un homme prénommé Jack, dont elle n'a jamais voulu dévoiler le nom de famille.

## Filmographie

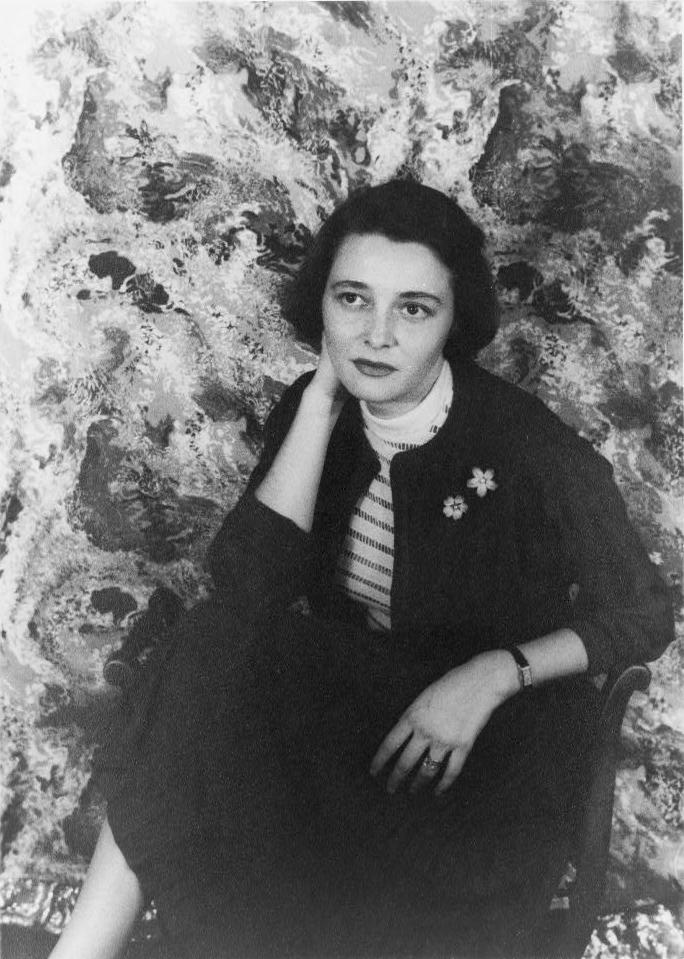
Photographiée par Carl Van Vechten en 1954

- 1949 : John Loves Mary de David Butler
- 1949 : Le Rebelle (The Fountainhead) de King Vidor : Dominique Francon
- 1949 : Les Travailleurs du chapeau (It's a Great Feeling) de David Butler : Cameo
- 1949 : Le Dernier Voyage (The Hasty Heart) de Vincent Sherman : Sœur Parker
- 1950 : Le Roi du tabac (Bright Leaf) de Michael Curtiz : Margaret Jane Singleton
- 1950 : Trafic en haute mer (The Breaking Point) de Michael Curtiz : Leona Charles
- 1950 : Secrets de femmes (Three secrets) de Robert Wise : Phyllis Horn
- 1951 : Opération dans le Pacifique (Operation Pacific) de George Waggner : Lieutenant Mary Stuart
- 1951 : Raton Pass de Edwin L. Marin
- 1951 : Le Jour où la Terre s'arrêta (The Day the Earth Stood Still) de Robert Wise : Helen Benson
- 1951 : Les Parents apprivoisés (Week-End with Father) de Douglas Sirk
- 1952 : Courrier Diplomatique (Diplomatic Courier) de Henry Hathaway : Joan Ross
- 1952 : Washington Story de Robert Pirosh
- 1952 : Something for the Birds de Robert Wise
- 1954 : Your Woman
- 1954 : Stranger from Venus de Burt Balaban
- 1957 : Un homme dans la foule (A Face in the Crowd) d'Elia Kazan : Marcia Jeffries
- 1961 : Diamants sur canapé (Breakfast at Tiffany's) de Blake Edwards : 2-E (Mrs. Failenson)
- 1962 : Les Incorruptibles (The Untouchables) Série TV, Saison 3 épisode 20 (Maggie Storm Story) : Maggie Storm
- 1963 : Le Plus Sauvage d'entre tous (Hud) de Martin Ritt : Alma Brown
- 1964 : Psyche '59
- 1965 : Première Victoire (In Harm's Way) d'Otto Preminger : lieutenant Maggie Haines
- 1968 : Pat Neal Is Back (court métrage)
- 1968 : Trois Étrangers (The Subject Was Roses) d'Ulu Grosbard : Nettie Cleary
- 1971 : The Night Digger de Alastair Reid
- 1973 : R comme Roger (Baxter!) de Lionel Jeffries
- 1973 : Happy Mother's Day, Love George de Darren McGavin
- 1975 : B Must Die de Jose Luis Borau
- 1977 : Widow's Nest de Tony Navarro
- 1979 : À l'Ouest, rien de nouveau (All Quiet on the Western Front)
- 1979 : Passeur d'hommes (The Passage) de J. Lee Thompson : Mrs. Bergson
- 1981 : Le Fantôme de Milburn (Ghost Story) de John Irvin : Stella Hawthorne
- 1989 : An Unremarkable Life
- 1991 : Preminger: Anatomy of a Filmmaker (documentaire)
- 1993 : Heidi (TV) : la grand-mère
- 1999 : Cookie's Fortune de Robert Altman : Jewell Mae Orcutt, dite « Cookie »
- 1999 : From Russia to Hollywood: The 100-Year Odyssey of Chekhov and Shdanoff (documentaire)
- 2000 : For the Love of May (court métrage)
- 2003 : Broadway: The Golden Age, by the Legends Who Were There  (documentaire)
- 2003 : La Splendeur des McElwee (Bright Leaves) (documentaire)
- 2009 : Flying By